# Бешорнерия белоцветковая
Бешорнерия белоцветковая (лат. Beschorneria albiflora) — вид растений семейства Агавовые (Agavaceae), произрастают в Мексике.

## Внешний вид
Суккулентные многолетники, формирующие побеги и розетки. Это единственный вид этого рода, который формирует надземный ствол, который может вырасти примерно до 80 см в высоту и имеет глянцевые зелёные листья. Мелкие белые цветы собраны в прямостоячие соцветия.

## Среда обитания
Бешорнерия белоцветковая растёт на очень крутых, скалистых склонах во влажном мху дубовых лесов на высоте 2000 метров в мексиканских штатах Оахака и Чьяпас.